# Erjon Llapanji
Erjon Llapanji (ur. 10 maja 1985 w Korczy) – albański piłkarz, w latach 2000–2002 członek albańskiej reprezentacji U-21.